# 広州インターチェンジ
広州インターチェンジ（クァンジュインターチェンジ）は大韓民国京畿道広州市にある中部高速道路のインターチェンジ。料金所の名称は京畿広州料金所である。

## 歴史
- 1987年12月3日 - 開設。[1]

## 隣
中部高速道路
(39-1) 京畿広州JCT - (40) 広州IC - (41) 山谷JCT